# Gottfried Kleiner
Gottfried Kleiner (* 28. November 1691 in Rudelsdorf, später Rudelstadt, Herzogtum Schweidnitz; † 1. Februar 1767 in Freiburg, Schlesien) war ein deutscher evangelisch-lutherischer Geistlicher und Kirchenlieddichter.

## Leben
Kleiner wurde als Sohn eines Geistlichen geboren. Seine Kindheit verbrachte er in Salzbrunn und Harpersdorf, bis er auf das Gymnasium in Lauban kam. Nachdem er an der Universität Leipzig Evangelische Theologie studiert hatte, wirkte er als Hauslehrer. Als Pastor ging er 1722 nach Seifersdorf (heute zur Gmina Kunice gehörig), 1742 wechselte er ins schlesische Freiburg. Dort starb er 75-jährig, nachdem er 45 Jahre als Pastor gewirkt hatte.
Kleiner galt zu seiner Zeit als tüchtiger Prediger; seine Predigten waren sehr beliebt. Einige seiner Predigten gab er heraus, die Predigtsammlungen erfuhren mindestens 30 Auflagen und waren vor allem in Schlesien weit verbreitet. Für die Erbauung und Unterweisung der Kinder veröffentlichte er 1730 den Kleinen Himmelsweg.
Daneben verfasste er 130 geistliche Lieder, die er in zwei Sammelwerken veröffentlichte. Viele der Lieder waren noch im 19. Jahrhundert in Gemeindegesangbüchern zu finden.

## Werke
- Kleiner Himmelsweg. Lehr-, Lebens-, Spruch-, Gebet- und Katechismus-Büchlein. Hirschberg 1730.
- Gartenlust im Winter. Krahn, Hirschberg 1732 (Digitalisat) und 1749.
- Evangelische Zionsstimme am Sabbath. Leipzig und Liegnitz 1739.
- Die unter so vielen kräftigen Buß-Stimmen in Schwachheit mitrufende Evangelische Prediger- und Hirten-Stimme. Krahn, Hirschberg 1739 (urn:nbn:de:bvb:12-bsb10366392-2).